# Schenk (Familienname)
Schenk ist ein Familienname.

## Herkunft
Je nach Verbreitungsgebiet ist der Name auf unterschiedliche etymologische Ursprünge zurückzuführen. Während ein Bezug zum Beruf des Weinschenk nördlich der Alpen zutrifft, ist der Name in den (ehemals) ladinischen oder rätoromanischen Gebieten der Südalpen vermutlich toponymischen Ursprungs und verweist auf einen Acker (tschangg, lateinisch campus; tschanggemun, lateinisch campus communis).

## Namensträger

### A
- Adelbert Schenk (1811–1876), Weimarer Fotograf
- Adolf Schenk, eigentlicher Name von Emil Szittya (1886–1964), ungarischer Schriftsteller, Journalist und Maler
- Adolf Schenk (Unternehmer) (1937–2018), deutscher Unternehmensgründer
- Aegidius Schenk (1719–1780), österreichischer Komponist und Organist
- Albert Schenk (Architekt), deutscher Architekt
- Albert Schenk (Maler) (1876–1936), deutscher Maler und Restaurator
- Albert Schenk (Unternehmer) (1911–1969), Schweizer Unternehmer
- Alexander Schenk (Gärtner) (1864–1924), Schweizer Gärtner und Verbandsfunktionär
- Alexander Schenk (* 1978), österreichischer Fußballspieler
- Alfred von Schenk (1863–1952), österreichischer Feldmarschallleutnant
- Alfred Schenk (Unternehmer) (1893/1894–1986), deutscher Unternehmer
- Alfred Schenk Graf von Stauffenberg (1860–1936), deutscher Hofbeamter
- Alois Schenk (1888–1949), deutscher Kirchenmaler
- Andreas Schenk (Kalligraf) (* 1954), Schweizer Kalligraf
- Andreas Schenk (Schachspieler) (* 1982), deutscher Schachspieler
- Ard Schenk (Adrianus Schenk; * 1944), niederländischer Eisschnellläufer
- Armin Schenk (* 1961), deutscher Kommunalpolitiker (CDU)
- Arno Schenk (1883–1943), deutscher Klassischer Philologe und Lehrer
- Arvid Schenk (* 1989), deutscher Fußballtorhüter
- August Schenk (August Joseph Schenk; 1815–1891), deutscher Botaniker

### B
- Barbara Schenk (* 1938), deutsche Naturwissenschaftsdidaktikerin
- Beate Schenk, deutsche Ingenieurin und Richterin am Bundespatentgericht
- Bernd Schenk (* 1951), deutscher Leichtathlet
- Bernd Joachim Schenk (* 1941), deutscher Hornist
- Bernhard Schenk (1833–1893), Schweizer Botaniker, Mineraliensammler und Prähistoriker
- Bert Schenk (* 1970), deutscher Boxer
- Birgit Schenk, deutsche Informatikerin und Hochschullehrerin
- Bobby Schenk (* 1939), deutscher Segler
- Brigitte Schenk (* 1961), deutsche Galeristin und Kunsthändlerin
- Bruno Schenk (1857–1932), deutscher Zauberkünstler

### C
- Carl Schenk (1813–1874), deutscher Fotograf
- Christian Schenk (Mechaniker) (1781–1834), Schweizer Mechaniker, Konstrukteur und Erfinder
- Christian Schenk (Politiker) (* 1952), deutscher Politiker
- Christian Schenk (Leichtathlet) (* 1965), deutscher Leichtathlet
- Christian W. Schenk (* 1951), deutsch-rumänischer Schriftsteller
- Christine Schenk, siehe Christel Goltz (1912–2008), deutsche Sängerin (Sopran)
- Christoph Schenk, deutscher Politiker (FDP)
- Claus Schenk Graf von Stauffenberg (1907–1944), deutscher Offizier und Widerstandskämpfer
- Clemens Schenk (1897–1959), Professor der Kunstgeschichte in Würzburg
- Constantin Schenk († 1850), deutscher Jurist und Politiker

### D
- Daniel Schenk, deutscher Stuckateur und Bildhauer des Barock
- Daniela Schenk (* 1964), Schweizer Schriftstellerin und Buchhändlerin
- Dieter Schenk (* 1937), deutscher Kriminologe, Schriftsteller und Publizist
- Dietmar Schenk (* 1956), deutscher Archivar und Historiker
- Dietrich Schenk von Erbach (1390–1459), deutscher Geistlicher, Erzbischof von Mainz

### E
- Eberhard Schenk (1929–2010), deutscher Leichtathlet
- Eberhard Schenk zu Schweinsberg (1893–1990), deutscher Kunsthistoriker
- Eduard von Schenk (1788–1841), deutscher Dichter und Politiker
- Eduard Schenk (1821–1900), deutscher Jurist und Politiker, MdR
- Emil Schenk (1821–1902), deutscher Jurist und Politiker, Oberbürgermeister von Jena
- Erasmus Schenk von Limpurg (1507–1568), deutscher Geistlicher, Bischof von Straßburg
- Erich Schenk (1902–1974), österreichischer Musikhistoriker
- Ernst Schenk (Botaniker, 1796) (1796–1859), deutscher Botaniker, Zeichner und Zeichenlehrer
- Ernst Schenk (Botaniker, 1880) (1880–1965), deutscher Lehrer und Botaniker
- Ernst Schenk (Mediziner), österreichischer Mediziner
- Erwin Schenk (1907–1975), deutscher Geologe
- Eugen Schenk (1893–1976), deutscher Ingenieur und Unternehmer

### F
- Feodora Schenk (1920–2006), deutsche Hochspringerin, siehe Feodora zu Solms
- Feodora Schenk (* 1972), österreichische Schauspielerin, Regisseurin und Drehbuchautorin, siehe Feo Aladag
- Ferdinand Schenk (Fabrikant) (1852–1944), Schweizer Fabrikant
- Ferdinand Schenk (Mediziner) (1869–1945), böhmisch-österreichischer Gynäkologe und Hochschullehrer
- Florian Schenk (1894–1957), deutscher Politiker
- Francis Joseph Schenk (1901–1969), US-amerikanischer Geistlicher, Bischof von Duluth
- Frank-Otto Schenk (1943–2020), deutscher Schauspieler
- Franz Schenk (Buchhändler) (1853/1854–1930), österreichisch-ungarischer Buchhändler
- Franz Ludwig Schenk von Castell (1671–1736), Bischof und Fürstbischof von Eichstätt
- Franz Ludwig Schenk von Castell (1736–1821), deutscher Adliger und Strafverfolger
- Franziska Schenk (* 1974), deutsche Eisschnellläuferin
- Friedrich von Schenk (1785–1866), deutscher Bergbaumanager
- Friedrich Schenk (Instrumentenbauer) (1800–1865), österreichischer Instrumentenbauer
- Friedrich Schenk (Schauspieler) (1806–1858), deutscher Schauspieler
- Friedrich Ulrich Schenk (1769–1818), deutscher Porzellanmaler
- Frithjof Benjamin Schenk (* 1970), deutscher Historiker
- Fritz Schenk (Politiker) (1900–nach 1957), deutscher Politiker
- Fritz Schenk (Romanist) (1906–1985), deutscher Romanist und Historiker
- Fritz Schenk (1930–2006), deutscher Publizist, Journalist und Rundfunkmoderator

### G
- Georg Schenk (1901–1992), deutscher Politiker (SPD)
- Georg III. Schenk von Limpurg († 1522), Fürstbischof des Hochstiftes Bamberg
- Georg Eberhard Schenk von Limpurg-Speckfeld (1643–1705), Erbschenck des Heiligen Römischen Reiches und kurbrandenburger Generalmajor
- Gerhard Schenk (* 1954), deutscher Volkswirt und Politiker (AfD), MdL Hessen
- Gerrit Jasper Schenk (* 1968), deutscher Historiker, Mediävist und Hochschullehrer
- Gregor Schenk von Osterwitz († 1403), österreichischer Theologe und Politiker, Erzbischof von Salzburg
- Günter Schenk (Philosoph) (1938–2023), deutscher Philosoph und Hochschullehrer
- Günter Schenk (Journalist) (* 1948), deutscher Journalist
- Günther Schenk, deutscher Kanusportler
- Gustav Schenk (Ingenieur) (1898–1985),  deutscher Ingenieur
- Gustav Schenk (Schriftsteller) (1905–1969), deutscher Schriftsteller und Fotograf
- Gustav Schenk zu Schweinsberg (1842–1922), deutscher Archivar und Landeshistoriker

### H
- Hans Schenk (Architekt) (1876–1963), deutscher Architekt und Manager
- Hans Schenk (Leichtathlet) (1936–2006), deutscher Speerwerfer und Speerwurftrainer
- Hans Georg Schenk (1912–1979), österreichisch-britischer Historiker und Hochschullehrer
- Hans-Otto Schenk (* 1936), deutscher Wirtschaftswissenschaftler und Schriftsteller
- Hansi Schenk (* 1974), deutscher Sänger
- Harold Hammer-Schenk (* 1944), deutscher Kunsthistoriker, Hochschullehrer und Herausgeber
- Hartwig Schenk (* 1965), deutscher Handballspieler und -trainer
- Heike Schenk-Mathes (* 1961), deutsche Wirtschaftswissenschaftlerin
- Heinrich Schenk (Bischof) († 1301), deutscher Geistlicher, Bischof von Kulm
- Heinrich von Schenk (1748–1813), deutscher Verwaltungsjurist
- Heinrich Schenk (Generalleutnant) (1839–1919), deutscher Generalleutnant
- Heinrich Schenk (Botaniker) (1860–1927), deutscher Botaniker und Hochschullehrer
- Heinrich Schenk (Unternehmer) (1907–nach 1971), deutscher Raumausstatter und Verbandsfunktionär
- Heinrich Theobald Schenk (auch Schenck; 1656–1727), deutscher Theologe und Kirchenliedkomponist
- Heinz Schenk (1924–2014), deutscher Schauspieler und Showmaster
- Heinz Schenk (Architekt) (1926–2010), Schweizer Architekt
- Heinz-Günter Schenk (* 1942), deutscher Leichtathlet
- Hermann Schenk (1653–1706), Schweizer Ordensgeistlicher, Bibliothekar und Chronist
- Hermann Schenk (Gärtner) (vor 1900–1970), Schweizer Gärtner
- Hermann Schenk zu Schweinsberg († 1521), hessischer Amtmann, Statthalter und Ritter vom Heiligen Grab
- Herrad Schenk (* 1948), deutsche Sozialwissenschaftlerin und Schriftstellerin
- Hugo Schenk (1849–1884), österreichischer Hochstapler und Serienmörder

### I
- Irmbert Schenk (* 1941), deutscher Medienwissenschaftler
- Isabel Schenk (* 1995), deutsche Fußballspielerin

### J
- Jana Schenk (* 1999), Schweizer Unihockeyspielerin
- Jakob Schenk (1921–1951), Schweizer Radrennfahrer
- Johann Decker-Schenk (1826–1899), österreichischer Gitarrist, Sänger und Komponist
- Johann Baptist Schenk (1753–1836), österreichischer Komponist
- Johann Euchar Schenk von Castell (1625–1697), deutscher Geistlicher, Bischof von Eichstätt
- Johann Georg Schenk (1758–1825), deutscher Orgelbauer
- Johann Gottlob Schenk († 1785), deutscher Kunst- und Porzellanmaler in Jena
- Johann Heinrich Schenck (1798–1834), deutscher Mediziner, siehe Johann Heinrich Schenck
- Johann Justus Schenk (1772–1842), deutscher Schriftgießer
- Johannes Schenk (Schriftsteller) (1941–2006), deutscher Schriftsteller
- Johannes Schenk (Pianist) (* 1961), deutscher Jazzpianist
- Johannes Schenk (Fußballspieler) (* 2003), deutscher Fußballspieler
- Jonas Schenk (* 1978), deutscher Designer
- Josef Schenk (Politiker), deutscher Politiker, Bürgermeister von Ronsdorf
- Josef Schenk (Psychologe) (* 1942), deutscher Psychologe und Hochschullehrer
- Josef Eduard von Schenk (1813–1891), österreichischer Jurist und Richter
- Josef Wilhelm von Schenk (1858–1944), österreichischer Jurist, Richter und Politiker
- Joseph August Schenk, siehe August Schenk
- Juliane Schenk (* 1982), deutsche Badmintonspielerin
- Julius Schenk (?–1928), deutscher Ingenieur und Hochschullehrer

### K
- Karl von Schenk (Landvogt) (Karl Maria Edler von Schenk), österreichischer Landvogt
- Karl Schenk (1823–1895), Schweizer Politiker
- Karl von Schenk (General) (Karl Heinrich Albin von Schenk; 1830–1890), deutscher Generalmajor
- Karl Schenk (Künstler) (1905–1973), Schweizer Künstler
- Karl-Ernst Schenk (1929–2015), deutscher Wirtschaftswissenschaftler und Hochschullehrer
- Karl-Heinz Schenk (* 1961), österreichischer Basketballspieler
- Katharina Schenk (* 1988), deutsche politische Beamtin und Politikerin (SPD)
- Klaus-Dieter Schenk (* 1955), deutscher Radrennfahrer

### L
- Lothar Schenk (* 1942), deutscher Jurist
- Lotte Schenk-Danzinger (1905–1992), österreichische Psychologin
- Lynn Schenk (* 1945), US-amerikanische Politikerin

### M
- Manfred Schenk (1930–1999), deutscher Sänger
- Manfred Schenk (Gartenbauwissenschaftler) (* 1947), deutscher Gartenbauwissenschaftler und Hochschullehrer für Pflanzenernährung
- Manfred Schenk (Komponist) (* 1952), Komponist
- Marcel Schenk (* 1977), deutscher Fernseh- und Radiomoderator
- Marquard II. Schenk von Castell (1605–1685), deutscher Geistlicher, Fürstbischof von Eichstätt
- Martin Schenk (Komiker) (1860–1919), österreichischer Schauspieler, Komiker und Theaterregisseur
- Martin Schenk (Aktivist) (* 1970), österreichischer Menschenrechtsaktivist
- Martin Schenk von Nideggen (Maarten Schenk van Nydeggen; um 1540–1589), deutscher Adliger und Heerführer
- Martina Schenk (* 1972), österreichische Politikerin
- Marty Schenk (* 1982), deutscher Filmeditor
- Michael Schenk (Kommunikationswissenschaftler) (* 1948), deutscher Kommunikationswissenschaftler
- Michael Schenk (Fußballspieler) (* 1953), deutscher Fußballspieler
- Michael Schenk (Ingenieur, 1953) (* 1953), deutscher Ingenieur und Hochschullehrer
- Michael Schenk (Radsportler) (* 1959), deutscher Radsportler
- Michael Schenk (Schauspieler) (* 1965), deutscher Schauspieler
- Michael Schenk (Ingenieur, 1981) (* 1981), deutscher Ingenieur und Hochschullehrer
- Michael H. Schenk (Michael Herwig Schenk; * 1955), deutscher Schriftsteller
- Micheline Schenk, Schweizer Basketballspielerin

### N
- Norman Schenk (* 1969), deutscher Schauspieler

### O
- Olaf Schenk (* 1974), deutscher Politiker (CDU)
- Oliver Schenk (Politiker) (* 1968), deutscher Ministerialbeamter und Politiker (CDU)
- Oliver Schenk (Eishockeyspieler) (* 1983), italienischer Eishockeyspieler
- Otto Schenk (Admiral) (1891–1972), im Zweiten Weltkrieg deutscher Vizeadmiral
- Otto Schenk (Radsportler), von 1934 bis 1950 aktiver deutscher Radrennfahrer
- Otto Schenk (1930–2025), österreichischer Schauspieler, Kabarettist, Regisseur und Intendant

### P
- Patrick Schenk (* 1968), deutscher Politiker (AfD), Landtagsabgeordneter in Hessen
- Paul Schenk (Mediziner) (1887–1967), deutscher Internist und Hochschullehrer
- Paul Schenk (Unternehmer) (1894–1963), Schweizer Unternehmer
- Paul Schenk (Musiktheoretiker) (1899–1977), deutscher Musiktheoretiker
- Paul Schenk (Journalist) (Paul Fritz Schenk; 1912–1992), Schweizer Journalist und Schriftsteller
- Peter Schenk der Ältere (auch Pieter Schenk, Peter Schenck; 1660–1711), deutscher Kupferstecher und Kartograf
- Peter Schenk der Jüngere (auch Pieter Schenk, Peter Schenck; 1693–1775), deutscher Kupferstecher, Kartograf und Verleger
- Peter Schenk (Geistlicher) (um 1850–1921), deutscher Geistlicher, Theologe und Domkapitular
- Peter Schenk (Architekt) (1932–2019), Schweizer Architekt
- Peter Schenk (Politiker) (1938–2017), deutscher Politiker (CDU)
- Peter Schenk (Maler) (1944–2011), niederländischer Maler und Grafiker
- Peter Schenk (Philologe) (* 1953), deutscher Klassischer Philologe
- Peter Schenk (Fahrsportler), österreichischer Fahrsportler
- Peter C. Schenk (1928–2020), deutscher Architekt und Hochschullehrer
- Peter Wolfgang Schenk (1905–1967), deutscher Chemiker und Hochschullehrer
- Philipp Schenk (Eishockeyspieler) (1914–nach 1950), deutscher Eishockeyspieler
- Philipp Schenk (Fußballspieler) (* 1985), österreichischer Fußballspieler

### R
- Ralf Schenk (1956–2022), deutscher Journalist und Autor
- Reinhold Schenk (1930–2010), deutscher Diplomat
- Richard Schenk (* 1951), US-amerikanischer Ordensgeistlicher und Theologe
- Robin Schenk (* 1967), deutscher Politiker
- Rolf Schenk (Galerist) (* 1944), deutscher Kunsthistoriker und Galerist
- Rolf Schenk (Fotograf) (* 1949), Schweizer Fotograf
- Rudi Schenk (* 1987), niederländischer Handballspieler
- Rudolf Schenk (Lehrer) (1858–1923), Schweizer Lehrer und Schulleiter
- Rudolf Schenk (Geograph) (1899–??), deutscher Geograph
- Rudolf Schenk zu Schweinsberg (um 1490–1551), deutscher Adliger und Landvogt

### S
- Samuel Leopold Schenk (1840–1902), österreichischer Embryologe
- Sebastian Schenk (1929–1998), deutscher Politiker (CSU)
- Siegfried Schenk (1935–2006), deutscher Fernsehjournalist
- Simon Schenk (1946–2020), Schweizer Eishockeytrainer und Politiker (SVP)
- Stefan Schenk (Musikwissenschaftler) (* 1961), deutscher Musiker und Musikwissenschaftler
- Stefan Schenk (Theologe) (* 1967), deutscher Theologe
- Stefan Schenk (Tennisspieler), deutscher Tennisspieler
- Stefan Schenk (Snookerspieler) (* 1982), deutscher Snookerspieler
- Stefan Schenk-Haupt (* 1974), deutscher Anglist
- Susann Schenk (* 1976), deutsche Verbandsfunktionärin
- Sylvia Schenk (* 1952), deutsche Leichtathletin
- Sylvie Schenk (* 1944), deutsch-französische Schriftstellerin

### T
- Theo Schenk (* 1942), deutscher Schauspieler
- Theodor Schenk (1897–1945), deutscher Landrat
- Theodor Schenk (Musiker) (1907–1967), deutscher Hornist und Sänger
- Thomas Schenk (Mediziner) (* 1965), deutscher Neuropsychologe und Hochschullehrer
- Thomas Schenk (Schriftsteller) (* 1966), Schweizer Journalist und Schriftsteller
- Thomas Schenk (Archäologe) (* 1969/1970), deutscher Archäologe und Hochschullehrer
- Tobias Schenk (* 1976), deutscher Neuzeithistoriker

### U
- Udo Schenk (* 1953), deutscher Schauspieler
- Ulrich Schenk (Konstrukteur) (1786–1845), Schweizer Konstrukteur und Unternehmer
- Ulrich Schenk (Fußballspieler) (* 1943), deutscher Fußballspieler

### V
- Victoria Schenk (* 1988), österreichische Duathletin und Triathletin
- Volker Schenk (* 1976), deutscher American-Football-Spieler

### W
- Walter Schenk (Politiker), deutscher Offizier und Politiker, MdL Bayern
- Walter Schenk (SS-Mitglied, 1891) (1891–1968), deutscher SS-Unterscharführer und Feuerwerker
- Walter Schenk (SS-Mitglied, 1911) (1911–1969), deutscher SS-Sturmbannführer und Geheimdienstmitarbeiter
- Walter Schenk (Kameramann), deutscher Kameramann
- Walter Schenk (Önologe) (1925–1997), deutscher Önologe
- Werner Schenk (* 1934), deutscher Turner und Turntrainer
- Wesley Schenk (* 1955), deutscher Fußballspieler und -trainer
- Wilhelm Schenk von Limpurg (1568–1633), deutscher Vogt und Schlossherr
- Wilhelm Schenk (Politiker, 1879) (1879–1953), deutscher Bildhauer, Journalist und Politiker, Bürgermeister von Marbach
- Wilhelm Schenk (Politiker, 1887) (1887–1962), deutscher Politiker (DP), MdL Niedersachsen
- Winfried Schenk (* 1956), deutscher Geograph
- Wolfdieter Schenk (* 1944), deutscher Chemiker und Hochschullehrer
- Wolff Schenk zu Tautenburg (1604–1649), preußischer Edelmann
- Wolfgang Schenk (Theologe) (1934–2015), deutscher Theologe
- Wolfgang Schenk (Politiker) (* 1948), deutscher Politiker (AL), MdA Berlin
- Wolfgang Schenk (Jurist) (* 1977), deutscher Jurist und Richter